# Asagena phalerata
Asagena phalerata (Panzer, 1801) è un ragno appartenente alla famiglia Theridiidae.

## Distribuzione
La specie è stata reperita in diverse località della regione Paleartica.

## Tassonomia
È la specie tipo del genere Asagena Sundevall, 1833.
Non sono stati esaminati esemplari di questa specie dal 2011.
Attualmente, a dicembre 2013, non sono note sottospecie.